# Eleições parlamentares europeias de 1999 (Grécia)
As eleições parlamentares europeias de 1999 na Grécia foram realizadas a 13 de junho para eleger os 25 assentos do país para o Parlamento Europeu.

## Resultados Nacionais
| Partido                 | Partido                           | Votos     | %               | +/-   | Deputados | +/-     |
| ----------------------- | --------------------------------- | --------- | --------------- | ----- | --------- | ------- |
|                         | Nova Democracia                   | 2 314 371 | 36,00 / 100,00  | 3,34  | 9 / 25    | Estável |
|                         | Movimento Socialista Pan-helénico | 2 115 844 | 32,91 / 100,00  | 4,73  | 9 / 25    | 1       |
|                         | Partido Comunista da Grécia       | 557 365   | 8,67 / 100,00   | 2,38  | 3 / 25    | 1       |
|                         | Movimento Democrático Social      | 440 191   | 6,85 / 100,00   | Novo  | 2 / 25    | Novo    |
|                         | Synaspismos                       | 331 928   | 5,16 / 100,00   | 1,09  | 2 / 25    | Estável |
|                         | Primavera Política                | 146 512   | 2,28 / 100,00   | 6,37  | 0 / 25    | 2       |
|                         | Os Liberais                       | 103 962   | 1,62 / 100,00   | Novo  | 0 / 25    | Novo    |
|                         | Partido dos Caçadores Gregos      | 64 194    | 1,00 / 100,00   | Novo  | 0 / 25    | Novo    |
|                         | Outros                            | 368 794   | 5,73 / 100,00   |       | 0 / 25    |         |
| Votos Inválidos         | Votos Inválidos                   | 283 648   | 4,26 / 100,00   | 0,27  |           |         |
| Total                   | Total                             | 6 712 684 | 100,00 / 100,00 |       | 25 / 25   |         |
| Eleitorado/Participação | Eleitorado/Participação           | 9 555 326 | 70,25 / 100,00  | 0,99  |           |         |
| Fonte                   | Fonte                             | [ 1 ]     | [ 1 ]           | [ 1 ] | [ 1 ]     | [ 1 ]   |